# Стил (округ, Миннесота)
Стил (англ. Steele County) — округ в штате Миннесота, США. Административный центр и крупнейший город — Оватонна. По переписи 2000 года в округе проживают 33 680 человек. Площадь — 1119 км², из которых 1112,2 км² — суша, а 6,83 км² — вода. Плотность населения составляет 30 чел./км².

## История

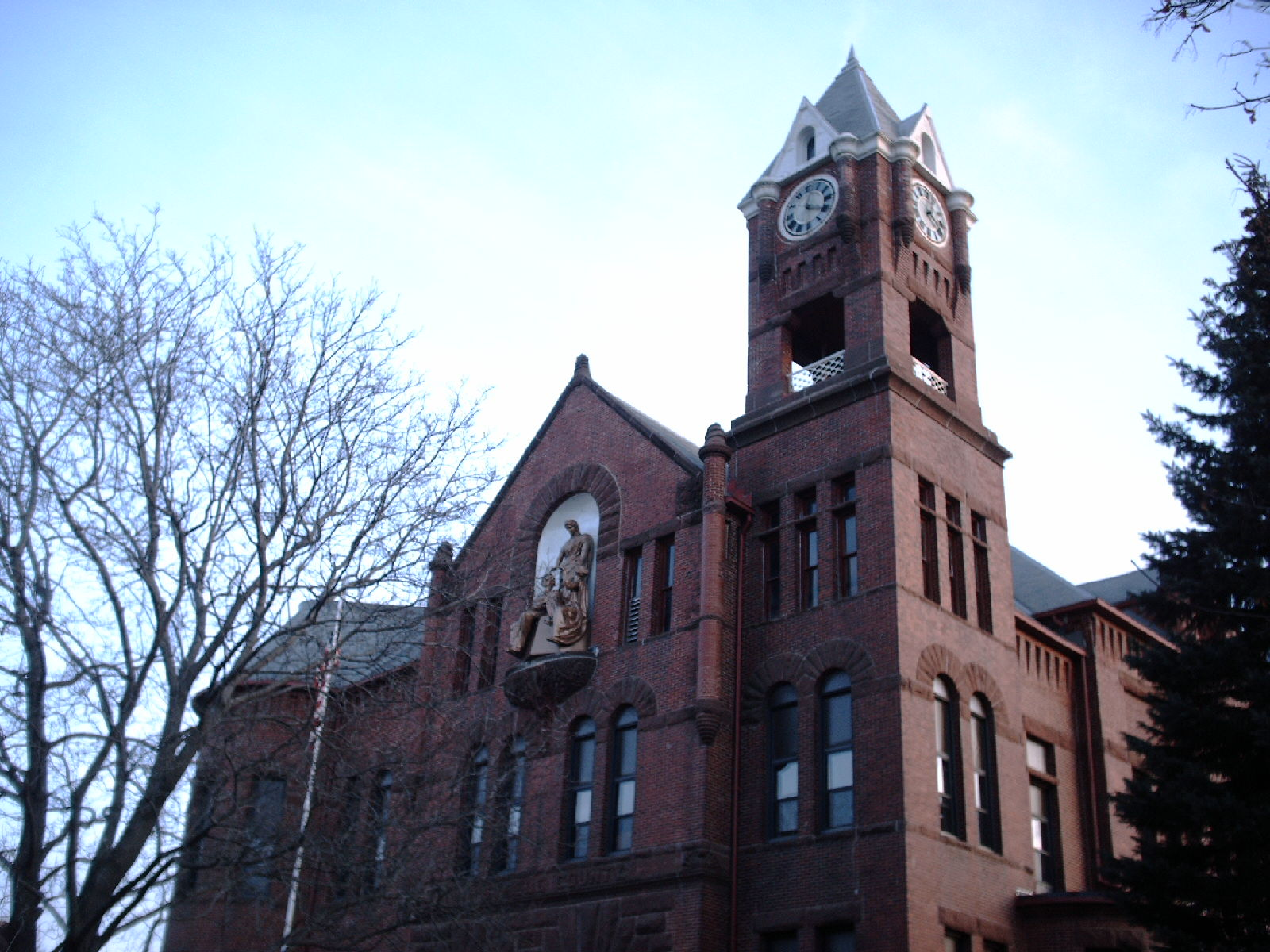
Стил-Кортхауз

Округ был основан в 1855 году.